# Церковь Николая Чудотворца (Сидоровское)
Церковь Николая Чудотворца — приходской храм Одинцовской епархии Русской православной церкви в селе Сидоровском Одинцовского района Московской области, построенный в XVII веке. Здание храма является объектом культурного наследия и находится под охраной государства. В настоящее время храм действует, ведутся богослужения.

## История строительства храма
В 1648 году князь Фёдор Волконский на берегу речки Большой Вязёмки на территории собственной усадьбы построил деревянную шатровую церковь в честь святителя Николая Чудотворца. В 1665 году усадьба в селе Сидоровском по завещанию князя перешла во владение его дочери — жене князя Дмитрия Щербатова, сын которого, князь Андрей Щербатов, в 1680 году принял решение возвести в этом селе каменную шатровую приходскую церковь в честь святителя Николая Чудотворца. Храм состоял из одного престола, трапезной и колокольни.
В 1812 году, во время Отечественной войны, в этом месте проходил рейд отряда генерала Ивана Дорохова по тылам армии Наполеона. Павшие в боях 25 человек были похоронены на территории Никольской церкви. Храм же в тот год подвергся разорению и осквернению, само здание выгорело. Останки солдат были выявлены только в 1993 году и перезахоронены с восточной стороны церковной территории. На месте захоронения установлен общий поминальный крест.
Устройство храма было исполнено благодаря заботам приходского священника Ивана Муравьёва и церковного старосты — московского купца второй гильдии Александра Болховитинова, а также некоторых жертвователей. Отец Иоанн Муравьёв был воспитанником Московской духовной академии. Службе в Никольском храме он посвятил 40 лет жизни. При нём были открыты сперва народное училище, а затем церковно-приходская школа. Здесь формировалась библиотека в несколько тысяч томов, которую разграбили большевики в 1937 году.
В 1898 году здание церкви было сделано тёплым, проведены также строительные работы по расширению трапезной, были обустроены два придела. Южный придел во имя Боголюбской иконы Божией Матери, северный — во имя Александра Невского. Церковь стала более вместительной и нарядной. Пятиярусный иконостас представляет высокую художественную ценность.
В 1937 году храм был закрыт, колокола сняты, драгоценная церковная утварь вывезена, иконы разворованы и сожжены. На кладбище было совершено глумление: могилы разрыты, надгробия разбиты и увезены. Само здание церкви разрушениям не подверглось. В 1970-е годы церковь была поставлена под охрану государством как памятник древней архитектуры. Чудотворный Боголюбский образ Богородицы удалось вынести тайком перед закрытием храма. Икона хранилась в доме жительницы села, только перед самым возрождением церковной жизни в Сидоровском иконой завладели грабители.

## Современное состояние
В 1991 году храм был передан общине, а в 1992 году церковь открылась для прихожан, начались активные работы по её восстановлению. Вновь была открыта воскресная школа для детей на 100 человек, собрана заново библиотека духовной литературы.
Никольский храм является памятником архитектуры федерального значения на основании постановления Совета Министров РСФСР № 1327 от 30 августа 1960 года.